# Hypnum radiculosum
Hypnum radiculosum là một loài Rêu trong họ Hypnaceae. Loài này được (Hook.) Müll. Hal. mô tả khoa học đầu tiên năm 1851.